# Buster Crabbe

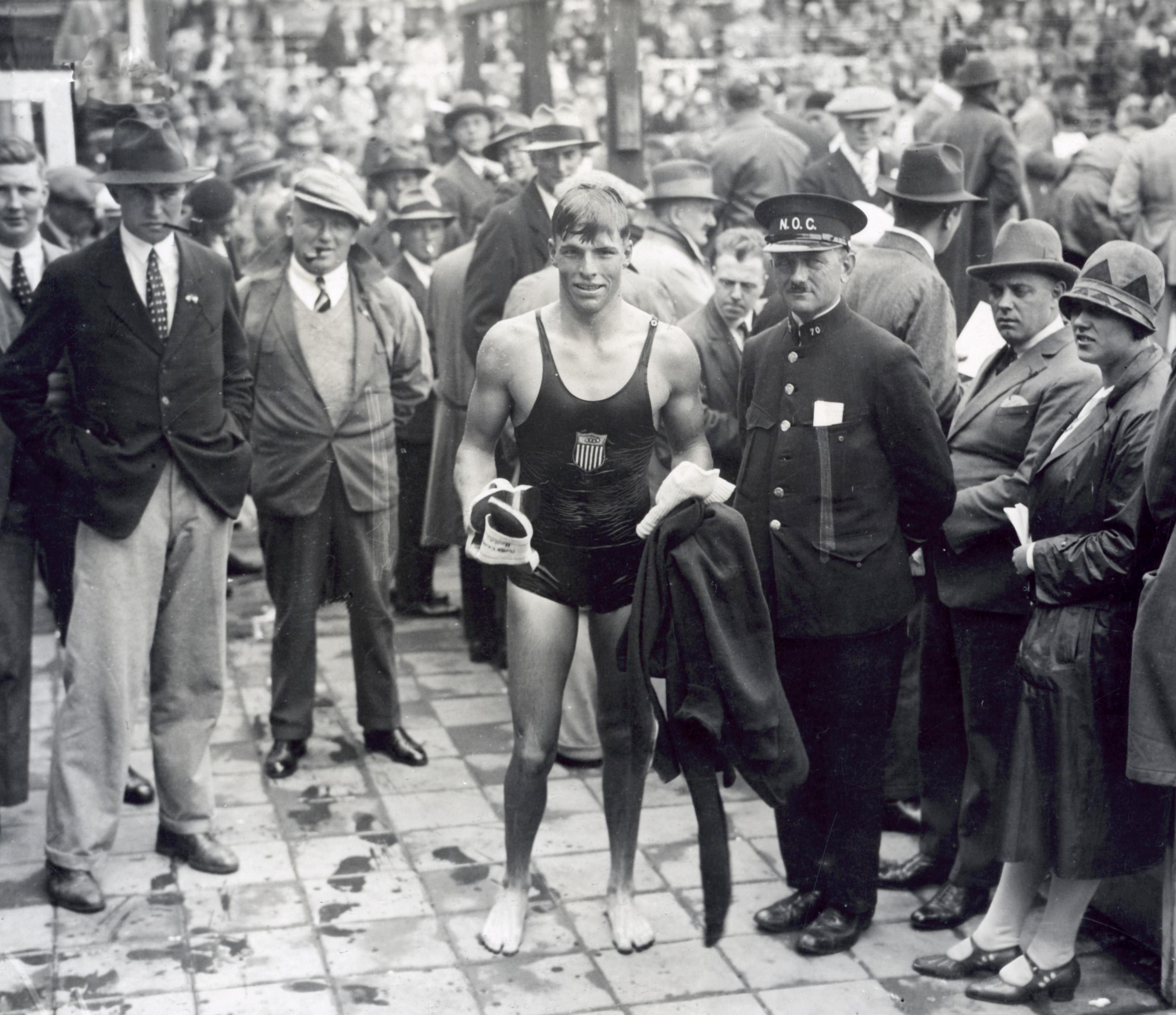
Crabbe tijdens de Olympische Spelen 1928, waar hij een bronzen medaille won

Buster Crabbe (Oakland, 7 februari 1908 - Scottsdale, 23 april 1983) was een Amerikaans zwemmer en acteur. Hij werd geboren als Clarence Linden Crabbe II uit Edward Clinton Simmons Crabbe en zijn vrouw Lucy Agnes McNamara in Oakland, Californië. Hij had een broer, Edward Clinton Simmons Crabbe II (1909–1972).

## Olympische spelen
Crabbe nam als zwemmer deel aan twee Olympische Spelen. In 1928 won hij de bronzen medaille voor de 1.500 meter vrije slag, en in 1932 won hij de gouden medaille op de 400 meter vrije slag.
In 1933 trouwde hij met Adah Virginia Held (16 december 1912 - 26 augustus 2004). Hij kreeg twee dochters en een zoon.

## Hollywood
Crabbes rol in de Tarzanfilm Tarzan the Fearless uit 1933 was het begin van een carrière waarin hij in meer dan honderd films speelde. In King of the Jungle (1933), Jungle Man (1941) en King of the Congo (1952) speelde hij typische "jungle man"-rollen. Hij had de hoofdrol in meerdere populaire films, waaronder The Sweetheart of Sigma Chi (1933) met Betty Grable, Search for Beauty (1934) en Flash Gordon (1936) met de vervolgen hierop in 1938 en 1940. Hij had daarna nog rollen als Billy the Kid en Buck Rogers. In enkele films staat hij op de titelrol vermeld als "Larry Crabbe" of "Larry (Buster) Crabbe". Zijn tegenspeler in de meeste van zijn westerns was acteur Al St. John. In 1939 speelde hij nogmaals met Betty Grable in de comedyhit Million Dollar Legs. Crabbe is de enige acteur die zowel Tarzan, Flash Gordon en Buck Rogers – de top drie van comichelden uit de jaren dertig – speelde.

## Televisie
Crabbe had de hoofdrol in meerdere televisieseries, zoals Captain Gallant of the Foreign Legion (1955 tot 1957), waarin hij Captain Michael Gallant speelde. Crabbe verscheen hierna nog regelmatig op televisie, onder meer in een aflevering uit 1979 van de serie Buck Rogers in the 25th Century, waarin hij een gastrol had als de oude piloot brigadier Gordon, een referentie naar zijn Flash Gordon rollen.

## Latere jaren
Hij was in 1982 nog te zien in de film The Comeback Trail. Het jaar erna overleed hij op 23 april 1983 in zijn huis aan een hartaanval, nadat hij over een prullenmand gestruikeld was.

## Filmografie
- Man of the Forest (1933)
- To the Last Man (1933)
- Tarzan the Fearless (1933)
- Desert Gold (1936)
- Buck Rogers (1939)
- Flash Gordon and the conquest of Mars (1938)
- Valley of Vengeance (1944)
- Captain Gallant of the Foreign Legion – TV serie (1955-1957)
- Arizona Raiders (1965)